# Skály u Protivína
Skály (deutsch Skal) ist eine Gemeinde in Tschechien. Sie liegt fünf Kilometer nordwestlich von Protivín bzw. zwölf Kilometer südlich von Písek und gehört zum Okres Písek in Südböhmen.

## Geographie
Durch die Ortschaft fließt der Bach Skalský potok, ein Zufluss der Blanice. Nordöstlich, befindet sich der Teich Skalský rybník, ein Naturdenkmal. Im Katastralgebiet der Ortschaft befinden sich auch die Festungen Božejovice (Božovice) und Modliškovice (Dvorce).
Die Gemeinde Skály liegt im südlichen Teil des Okres Písek in einer hügeligen Landschaft, welche vorwiegend landwirtschaftlich genutzt wird und sich auf einer Höhe von 387 m über dem Meeresspiegel befindet.
Eine Verkehrsanbindung besteht mit der Eisenbahnstrecke Pilsen – Budweis Nr. 190, an der auch die Haltestelle Skály liegt und die Landstraße Protivín – Ražice, welche durch das Dorf führt.

## Geschichte
Die erste schriftliche Erwähnung über Skály stammt aus dem Jahre 1365, als der Ort durch die Herren von Rosenberg an Oldřich Stěně von Dobev verkauft wurde. Eine weitere Erwähnung finden sich in einer Eintragung des Lehensgerichtes aus dem Jahr 1397, wo ein Jan von Skály erwähnt wurde.
1430 hatte König Sigismund das Lehensgut Skály nebst den benachbarten Orten Budičovice und Štětice an Jan Kočka von Skály überschreiben lassen. Kočka hatte drei Söhne Příbík, Václav, Jan und Aleš sowie eine Tochter Kateřina. Kateřina erhielt 1509 durch Vladislav II. die Eigentumsrechte über das Lehensgut bestätigt. Um 1536 verkaufte sie das Lehensgut Skály an Kašpar Litochleba von Strachotín. Dieser erbaute wahrscheinlich eine Festung oder einen älteren Herrschaftssitz zu einer solchen um. Das erste Mal wurde die Festung im Jahr 1543 erwähnt, als Kašpars Tochter Anna von Strachotín die gesamten Güter an Diviš Malovec von Malovice verkaufte. Der neue Herr hatte mit diesem Besitz sein Herrschaftsgut Libějovice erweitert. Möglicherweise sind die Grundmauern der Festung aus der Renaissancezeit noch teilweise in den heutigen Gutsmauern des ehemaligen Bauernguts Nr. 24 erhalten.

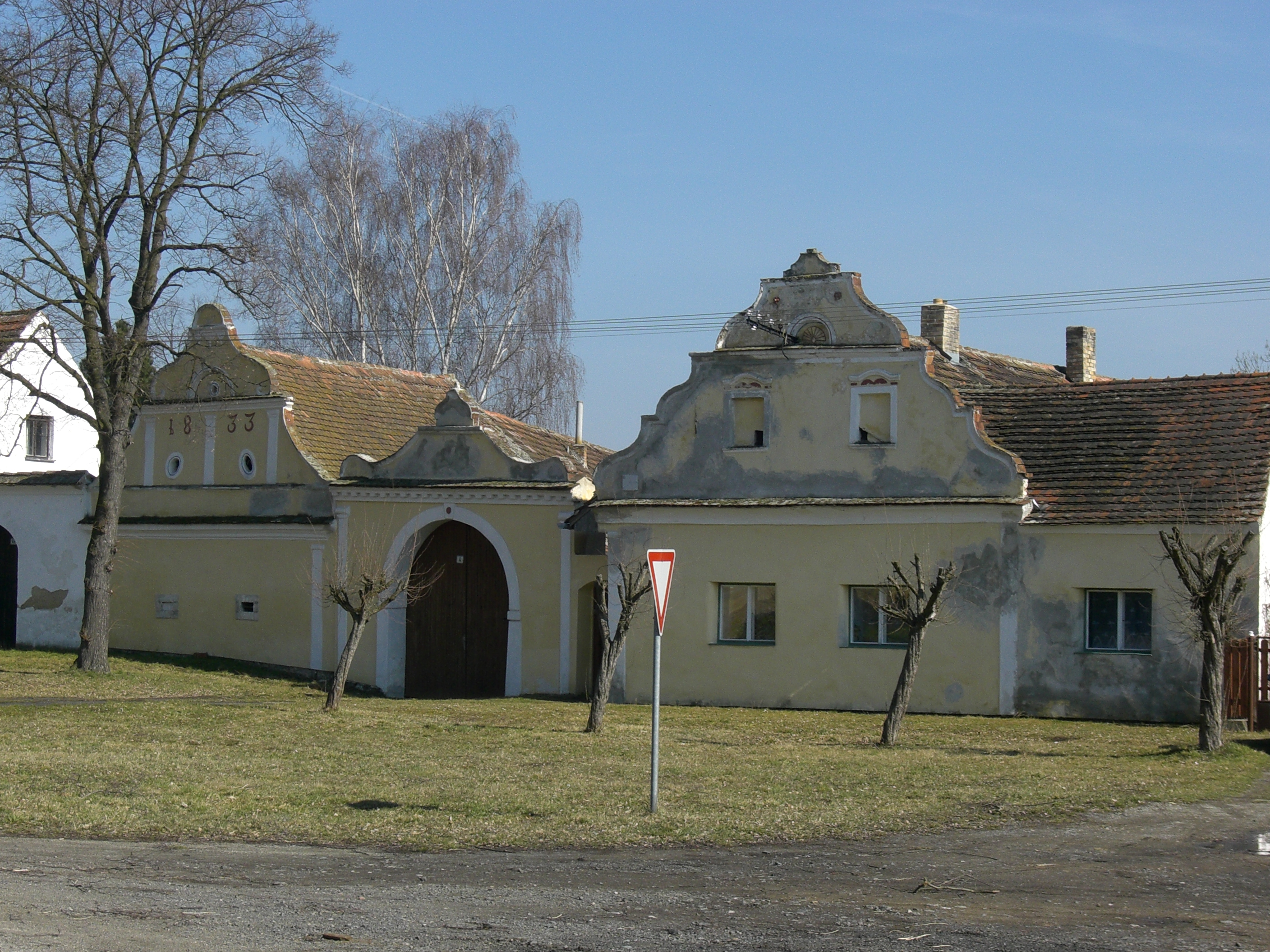
Barockes Bauerngut in Skály

Vom Ende des 16. Jahrhunderts und bis 1623 gehörte Skály zur Stadt Písek, als diese der Jean de Merode abgekauft hatte. Er hatte Skály dann dem Grafen Buquoy verkauft. Ein weiterer Besitzer wurde dann im Jahr 1800 der Fürst Schwarzenberg. Im Jahre 1840 bestand Skal aus 43 Häusern mit 189 Einwohnern. Im Dorf bestanden ein Wirtshaus und ein Meierhof. Letzterer gehörte zusammen mit vier Häusern zur Herrschaft Libiegitz. Pfarrort war Heřman. Bis zur Mitte des 19. Jahrhunderts blieb das Dorf immer zur Allodialherrschaft Protiwin samt dem Fideikommissgut Radomielitz untertänig.
Die Fürsten Schwarzenberg behielten das hiesige Landgut bis zu der Grundstücksreform im Jahr 1923. In der Ortschaft gibt es keine Kirche und kein Friedhof. Die Ortschaft Skály gehört zu der Pfarrgemeinde Heřmaň, die 2 km nordwestlich ist. In Heřmaň war ebenfalls eine Grundschule, die von den Kindern bis zur 4. Klasse besucht wurde. Die restlichen schulpflichtigen Jahre absolvierten dann die Kinder in der Grundschule von Protivín.
Auf dem Dorfplatz befinden sich außer dem Gemeindeamt auch das hiesige Kolonialwarengeschäft, welches in demselben Gebäude ist. Weiterhin die Gastwirtschaft, die Bushaltestelle und die Kapelle. In der Gemeinde gibt es einige Unternehmer und Landwirte. Skály ist ein Bestandteil des Blanice-Otava Gebiets und ein Mitglied des freiwilligen Ortsverbandes Zlatý Vrch.

### Budičovice
Die erste Erwähnung über die kleine Ansiedlung mit einem Gehöft findet sich in schriftlichen Aufzeichnungen aus dem Jahr 1399 im Zusammenhang mit Onsoni von Budičovice. Eine weitere Eintragung erfolgte 1462, wo Budičovice Matěj Zák gehörten. Im Jahr 1545 gehörte Budičovice dem Ritter Václav Želízko von Tourový. Dieser verkaufte es im Jahr 1558 an den Vilém Čejkovský von Čejkovy, der auch Herr von Božovice war. Später kam dann das Landgut zur Gemeinde Protivín und nach dem Erwerb von Hluboká kam dieses dann zu der Gemeinde Písek.

## Gemeindegliederung
Die Gemeinde Skály besteht aus den Ortsteilen Budičovice (Buditschowitz) und Skály (Skal) sowie den Ansiedlungen Dvorce (Dwosetz) und Božejovice (Boschowitz).

## Sehenswürdigkeiten
Das Dorf unterliegt dem Landdenkmalschutz. In Skály und auch in der benachbarten Ortschaft Budičovice befinden sich eine Reihe typische südböhmische Landgüter im Stil des bäuerlichen Barocks. Ebenso eine Dorfplatzkapelle, die Martersäule und die Schutzmauer mit dem Eingangstor.